# Otacilia vulpes
Otacilia vulpes är en spindelart som först beskrevs av Takahide Kamura 200.  Otacilia vulpes ingår i släktet Otacilia och familjen flinkspindlar. Inga underarter finns listade i Catalogue of Life.